# Manfred Riederer
Manfred Riederer (* 1946 in Hallein, Österreich) ist ein deutsch-österreichischer Künstler.

## Leben
Riederer wuchs in Hallein auf und kam 1963 in die Bundesrepublik Deutschland. Er studierte von 1967 bis 1973 an der Staatlichen Akademie der Bildenden Künste Karlsruhe. Seine Lehrer waren Rainer Küchenmeister, Peter Herkenrath und Fritz Klemm. Von 1972 bis 1974 studierte er an der Universität Karlsruhe Kunstwissenschaft und von 1975 bis 2009 unterrichtete er am Hohenstaufen-Gymnasium Eberbach. Riederer lebt in Eberbach am Neckar und ist Mitglied im Künstlerbund Rhein-Neckar sowie im Heidelberger Forum für Kunst.

## Werk
Riederers Werk ist geprägt von der Darstellung technischer Gegenstände, die er in den 1980er und 1990er Jahren vor allem im Bereich des Fliegens fand. Flügel, Leitwerke, Rotoren waren sein favorisiertes Material. Die Gegenstände werden von ihrer Konstruktion her betrachtet und analysiert. Dabei wird ihre Bewegung miteinbezogen. Aerodynamik und Geschwindigkeit sind sichtbar gemacht. Riederers Bilder, zumeist auf Papier ausgeführt, sind zwar zeichnerisch angelegt, jedoch entstehen durch einen schichtweisen Aufbau von Farb- und Strichlagen eine große Dichte und subtile malerische Wirkungen.
In den 90er Jahren wurde die Erfahrung der Geschwindigkeit mehr und mehr zu einer Erfahrung des Raumes. Architekturen, Fachwerkkonstruktionen, Hausfassaden und Brücken zeigen sich als technische Gebilde, als Raum umspannende und Raum öffnende Strukturen, die oft durch ein labiles Gleichgewicht charakterisiert sind. Balken, Träger und Stützen, Gestänge und Streben machen den Raum zum Zwischenraum.
Seit etwa 2004 entstehen Kohlezeichnungen. Das Schwarz-Weiß ist konsequent eingesetzt. So erscheinen die dargestellten Dinge, die nur annähernd zugeordnet und benannt werden können, scharf, und dennoch gehören sie in den Bereich der Schatten und Schemen.
Fotografische Arbeiten begleiten Riederers Werk von Anfang an. Seine Aufnahmen, oft mit Kreide und Acryl überarbeitet, stützen sich auf das Verfremdungspotential der Kamera. Extreme Ausschnitte, Nahsicht, Isolierung des Gegenstandes und collageartige Zusammenstellungen prägen sie.